# Ленінградська АЕС-2
Ленінградська атомна електростанція-2 (Ленінградська АЕС-2) — чинна АЕС, розташована в Ленінградській області, за 35 км  західніше межі Санкт-Петербурга та за 70 км від його історичного центру, на узбережжі Фінської затоки Балтійського моря в місті Сосновий Бор.
Перший енергоблок було введено в експлуатацію 9 березня 2018 року
, 
другий — 22 жовтня 2020
. 
Третій і четвертий блоки отримали ліцензію на розміщення, йде проектування.

## Опис
ЛАЕС-2 — результат еволюційного розвитку найпоширенішого і найтехнічніше досконалого типу станцій — АЕС з ВВЕР (водо-водяними енергетичними реакторами). Як теплоносій і сповільнювач нейтронів у такому реакторі використовується вода. Прийнята у світі абревіатура для цих реакторів - PWR (pressurized water reactor) - реактор з водою під тиском. Найближчий аналог — Тяньваньська АЕС у Китаї, побудована також за проектом ВАТ «СПбАЕП» та здана в комерційну експлуатацію у 2007 році.
У проекті ЛАЕС-2 застосовані чотири активні канали систем безпеки (дублюючих один одного), пристрій локалізації розплаву, система пасивного відведення тепла з-під оболонки реактора і система пасивного відведення тепла від парогенераторів.
Електрична потужність кожного енергоблоку типу ВВЕР-1200 визначена у 1198.8 МВт, теплофікаційна — 250 Гкал/год. Розрахунковий термін служби ЛАЕС-2 — 50 років, основного обладнання — 60 років. Введення першого енергоблоку заплановано на 2018 рік.

## Хронологія реалізації проекту
9 березня 2018 року стався енергетичний пуск енергоблоку №1.
15 червня 2018 року енергоблок №1 вперше був виведений на 100% рівень потужності.
22 серпня 2018 року на енергоблоці №1 було завершено випробування. Реактор було зупинено для підготовки до введення до промислової експлуатації.
20 вересня 2018 року було отримано дозвіл на допуск до експлуатації енергоустановки енергоблоку №1.
29 жовтня 2018 року у базі даних реакторів МАГАТЕ енергоблок №1 було переведено до комерційної експлуатації.
22 січня 2019 року на будівлі реактору енергоблоку №2 було укладено канати систем попередньої напруги захисної оболонки реактору.
18 березня 2019 року завершено зведення внутрішньої захисної оболонки реактору.

## Інформація по енергоблоках
| Енергоблок           | Тип реакторів | Потужність | Потужність | Початок будівництва | Підключення до мережі | Введення в експлуатацію | Закриття    |
| Енергоблок           | Тип реакторів | Чистий     | Брутто     | Початок будівництва | Підключення до мережі | Введення в експлуатацію | Закриття    |
| -------------------- | ------------- | ---------- | ---------- | ------------------- | --------------------- | ----------------------- | ----------- |
| Ленінград 2-1        | ВВЕР-1200/491 | 1101 МВт   | 1188 МВт   | 25.10.2008          | 09.03.2018            | 29.10.2018              | 2078 (план) |
| Ленінград 2-2        | ВВЕР-1200/491 | 1101 МВт   | 1188 МВт   | 15.04.2010          | 22.10.2020            | 22.03.2021              | 2081 (план) |
| Ленінград 2-3 (план) | ВВЕР-1200/491 | 1150 МВт   | 1199 МВт   | 14.03.2024          |                       |                         |             |
| Ленінград 2-4 (план) | ВВЕР-1200/491 | 1150 МВт   | 1199 МВт   |                     |                       |                         |             |

## Ресурси Інтернету
- Ленінградська АЕС-2 [Архівовано 19 листопада 2015 у Wayback Machine.]